# Aquamarine
Aquamarine is een film met de spelers Joanna 'JoJo' Levesque, Emma Roberts en Sara Paxton. De film ging als eerste in première in Noord-Amerika op 3 maart 2006. De film is gebaseerd op het kinderboek van Alice Hoffman. De film is gefilmd in Australië

## Verhaal
Twee tienermeiden Claire (Emma Roberts) en Hailey (JoJo) zijn de beste vriendinnen die er maar zijn. Haileys moeder heeft plannen om te verhuizen vanwege haar baan. Hailey is er helemaal kapot van. Ze vraagt samen met Claire om een wonder. Diezelfde avond is er een grote storm. De volgende ochtend gaan ze naar de schade kijken. Claire valt in het zwembad en ziet een zeemeermin. Ze gaan in de avond kijken. Als ze ineens een zeemeermin zien zijn ze heel erg verbaasd. De zeemeermin Aquamarine (Sara Paxton) vraagt hen om hulp, als ze aan haar vader kan laten zien dat liefde echt bestaat hoeft ze niet uitgehuwelijkt te worden aan een zeemeerman. Als Claire en Hailey horen dat als ze haar helpen ze een wens mogen doen, doen ze er alles aan om de knappe Raymond verliefd te laten worden op Aquamarine. Maar als de gemene Cecilia erachter komt dat Aquamarine een zeemeermin is, kan het nog al eens uit de hand lopen...

## Soundtrack
1. Nikki Cleary – "Summertime Guys"
2. BodyRockers – "I Like the Way You Move"
3. Courtney Jaye – "Can't Behave"
4. Mandy Moore – "One Way or Another"
5. Cheyenne Kimball – "One Original Thing"
6. Nikki Flores – "Strike"
7. Stellastarr – "Sweet Troubled Soul"
8. Atomic Kitten – "Right Now"
9. Teddy Geiger – "Gentleman"
10. Teitur – "One and Only"
11. Sara Paxton – "Connected"
12. Jonas Brothers – "Time for Me to Fly"
13. Emma Roberts – "Island in the Sun"

## Vissen - Woordenboek
- Bullhaai - Bullshit
- Krabben - Shit (Oh Nee)
- Vingerschubben - Vingernagels
- Schelpfoon - Telefoon
- Mossel - Bitch
- Blaasvis - Bastaard